# Aloe runcinata
Aloe runcinata é uma espécie de liliopsida do gênero Aloe, pertencente à família Asphodelaceae.